# Vzdělávání dospělých
Vzdělávání dospělých, které je v rámci andragogiky, zahrnuje veškeré vzdělávací aktivity realizované jako řádné školské vzdělávání dospělých – získání určitého stupně vzdělání. Je to proces cílevědomého a systematického osvojování a upevňování znalostí, schopností, dovedností, hodnotových postojů i společenských forem jednání a chování osob, jež ukončily školní vzdělání a přípravu na povolání a vstoupily na trh práce. Ve vzdělávání dospělých se zpravidla uplatňuje dálková forma vzdělávání a korespondenční studium.

## Charakteristika dospělosti
Za dospělého bývá považován člověk, který je schopen biologické a sociokulturní reprodukce, vytváří hodnoty, které umožňují život jemu samotnému i osobám, které jsou na něm závislé. Dospělost můžeme také definovat jako období životní stabilizace a zároveň ji členit na:
- mladší dospělost (13–⁠30 let)
- střední dospělost (30–⁠45 let)
- starší dospělost (45–⁠60 let)[3]

## Formy vzdělávání dospělých
Formální vzdělávání dospělých je realizováno ve všech druzích vzdělávacích institucí (státní i nestátní střední, vyšší a vysoké školy).Obvykle vede k validaci a udělení certifikátu.Jeto tzv. druhá šance pro ty, kdo se z jakýchkoliv důvodů ve školách nevzdělávali dříve.
Neformální vzdělávání dospělých je zaměřeno na získání vědomostí, dovedností a kompetencí, které mohou člověku zlepšit jeho pracovní uplatnění. Je poskytováno v zařízeních zaměstnavatelů, soukromých vzdělávacích institucích, nestátních neziskových organizacích a školských zařízeních. Jsou to povinné i nepovinné kvalifikační a rekvalifikační kurzy. Tento druh vzdělávání nevede k získání dalšího stupně vzdělání.
Informální vzdělávání dospělých vyplývá z denní činnosti vztahující se k práci, rodině nebo volnému času. Není organizováno nebo strukturováno, pokud jde o cíle, dobu trvání, nebo podporu ve vzdělávání. Informální vzdělávání je ve většině případů z hlediska vzdělávajícího se neúmyslné.

## Specifika vzdělávání dospělých
Výukové metody pro dospělé samozřejmě vycházejí z metod pro děti. Vzdělávání dospělých ale vyžaduje co nejefektivnější vzdělávací programy, proto by nemělo být jejích smyslem pouhé předání informací. Je vyžadován aktivní přístup zúčastněných. Dospělý člověk je vzdělavatelný - každý účastník vzdělávání dospělých má stejné, nebo podobné předpoklady pro vzdělávání, jako jiné věkové kategorie.
- Vnímání – u dospělého člověka je vyvinutější, díky srovnávání se zkušeností a kritickému hodnocení (použitelnost v praxi).
- Pozornost – dospělý člověk má vyšší schopnost soustředit se, a pokud je správně motivován, dokáže studovat i obsáhlý text.
- Myšlení – u dospělého je jeho přesnost a funkčnost snížena stereotypy.
- Paměť – dospělý ztrácí mechanickou vlastnost zapamatování si, vyžaduje neustálé memorování, má však lepší schopnost logické paměti a pochopení podstaty věci.[5]

## Vzdělávání dospělých na pracovišti
Vzdělávání přímo v pracovním procesu, kdy si pracovník osvojuje svůj podíl práce v organizaci přímo na svém pracovišti. Často bývá využíváno i při vzdělávání manažerů. Používanými formami vzdělávání bývá instruktáž při výkonu práce, koučování, mentoring, asistování, pověření úkolem, konzultace, rotace práce a pracovní porady.
Pracoviště může být definováno jako sociální a materiální prostředí, kde se učení odehrává prostřednictvím účasti na sociálních vztazích, při práci na úkolech a při účasti v každodenním životě organizace. Pracoviště je tedy chápáno jako nové učební prostředí, které poskytuje celou řadu možností, ve kterých dochází k učení prostřednictvím vzájemné interakce zaměstnanců a to především při každodenní práci.